# 总工会 (意大利)
总工会（義大利語：Confederazione Generale del Lavoro，缩写为CGdL）是意大利历史上的一个工会组织，成立于1906年10月1日，由社会主义激进分子发起。1920年，该组织有200万成员。在法西斯独裁时期的1927年1月4日，该组织被取缔；此后，该组织转入地下运作。1944年6月4日，总工会并入跨党派的意大利总工会。该组织曾是国际社会主义委员会的成员。